# Marca (quotidiano)
Marca è il quotidiano d'informazione sportiva con maggior tiratura in Spagna. Si occupa principalmente di calcio ma copre tutta l'attualità sportiva. Con 2.805.000 lettori al giorno in Spagna è il quotidiano più letto nel paese.
Ogni anno conferisce il trofeo Pichichi al capocannoniere della liga spagnola, e il trofeo Zamora al portiere meno battuto.
Oltre l'edizione nazionale, offre 11 edizioni regionali e tre edizioni provinciali.

## Altri media
Il sito web del quotidiano fu creato nel 1995 ed è il sito di sport più visitato di Spagna. Dal 2007 include quotidianamente nella sua pagina web Los Marcatoons, caricature dei personaggi sportivi più conosciuti in Spagna.
Radio Marca, inaugurata nel 2001, è la prima radio tematica nazionale che offre informazioni sportive 24 ore al giorno.
MARCA TV è stato un canale televisivo sportivo spagnolo chiuso il 31 luglio 2013.